# Dogaressa
Dogaressa (DOH -gə-ress-ə, DOH -jə-, Italià: [doɡaˈressa], Venecià: [doɡaˈɾesa]) era el títol oficial de l'esposa del dux (o doge) de Venècia. El títol era únic per a la República de Venècia, de fet, encara que el cap de la República de Gènova també s'anomenava doge, les esposes dels doges de Gènova no tenien el títol de dogaressa, ni tenien cap càrrec públic.

## Història
La posició de la dogaressa estava regulada per les lleis de la República, que especificaven quins deures i drets tenia, i què li estava prohibit a la titular. Aquests drets van canviar diverses vegades durant la història de la República. La primera portadora del títol va ser la Dogaressa Carola a la dècada del 800.

### Títols i primeres designacions
Les esposes dels dux de l'Alta Edat Mitjana van ser anomenades coniunx, després ducissa, dukissa o duchessa, més tard també com a principessa. cap a l'any 1000, el cronista Johannes Diaconus va anomenar a l'esposa del dux, tan sols: conducta, ja que no tenia cap paper constitucional especial per ocupar.

### Posició
Igual que el dux, la dogaressa era coronada,fent una entrada solemne i feia un vot de lleialtat (promissione ducale) a la república en la seva coronació. Els símbols del seu rang eren un vel d'or i una corona de forma semblant a la del dux. De manera semblant a una reina, la dogaressa tenia una família de dames de companyia. La coronació de la dogaressa fou abolida durant determinats períodes, tal com s'especifica a continuació.
Formalment, la dogaressa no tenia cap dret polític, i la seva tasca era participar en la vida representativa de la república i en les cerimònies i rituals oficials destinats a personificar la glòria de l'estat, i tenia com a tal un paper públic molt visible. S'esperava que actués com a protectora formal de certs gremis i oficis, i com a tal podria tenir un paper important en el paper d'aquests oficis dins l'estat, cosa que se sap que van fer diverses dogaressas. Alicia Giustiniani, per exemple, va tenir un paper important en el comerç i els negocis venecians a causa d'aquest paper.
Encara que la llei va rebutjar qualsevol influència sobre els afers de l'estat a la dogaressa, alguns van exercir una gran influència sobre els afers d'estat a la pràctica, sobretot Felicia Cornaro.
Quan la dogaressa es quedava vídua, socialment s'esperava que es convertís en monja. No obstant això, no hi havia cap llei real per exigir-ho, i algunes dogaresses vídues es van negar a seguir aquest costum, tot i que es considerava escandalós.

### Canvis de posició
Durant els segles, les regulacions al voltant de la dogaressa van introduir lleis per restringir els seus drets: al segle xiii, a la dogaressa se li va prohibir rebre dignataris i fer donacions públiques pel seu compte, i el 1342, una llei li va prohibir dirigir negocis pròpis.
La cerimònia de coronació de la dogaressa no es va produir en el lapse de temps entre la de Taddea Michiel el 1478 i la de Zilia Dandolo el 1556; després de la coronació de Morosina Morosini el 1597, la coronació d'una dogaressa es va considerar innecessària a partir de 1645 i les altres cerimònies al seu voltant es van suprimir al mínim. L'última dogaressa en ser coronada va ser Elisabetta Querini l'any 1694, després d'ella, la cerimònia va ser definitivament abolida. Després del mandat d'Elisabetta Querini, la majoria dels altres privilegis cerimonials de la dogaressa també van ser abolits: el 1700, ja no se li va permetre portar una corona i rebre regals de dignataris. L'any 1763, l'Entrada Solemne va ser revifada pel desig del Doge per Pisana Conaro, que va ser l'última dogaressa a realitzar-la.

### Mecenatge
Van ser patrones de diverses scuole, és a dir, les corporacions religioses i benèfiques, els gremis d'artesans i comerciants de la República de Venècia. Per a Zilia Dandolo (1556–1559, † 1566), que es va casar amb Lorenzo Priuli el 1556, l'immensament ric Arte dei Beccai, el gremi de carnissers, va erigir un arc de triomf a la Piazzetta prop de la basílica de Sant Marc el 1557 per a la seva entrada.

## Llista de Dogaresses de Venècia
- 804-811: Carola
- 811-827: Elena
- 827-830: Felicita
- 888-912: Angela Sanudo
- 942-959: Arcielda Candiano
- 959-966: Giovanniccia Candiano
- 966-976: Waldrada of Tuscany
- 976-978: Felicia Malipiero
- 979-991: Marina Candiano
- 991-1009: Maria Candiano
- 1009-1026: Grimelda of Hungary[6]
- 1075-1083: Theodora Doukaina Selvo
- 1084-1096: Cornella Bembo
- 1096-1102: Felicia Cornaro
- 1102-1116: Matelda Falier
- 1116-1130: Alicia Michiel
- 1148-1156: Sofia
- 1156-1172: Felicita Maria di Boemondo
- 1172-1178: Cecilia
- 1192-1205: Felicita Bembo[7]
- 1205-1229: Constance of Sicily
- 1229-1240: Maria Storlato
- 1242-1249: Valdrada of Sicily
- 1252-1268: Loicia da Prata
- 1268-1275: Marchesina Ghisi[8]
- 1275-1280: Jacobina
- 1280-1289: Caterina
- 1289-1310: Tommasina Morosini
- 1310-1312: Agnese
- 1312-1329: Franchesina
- 1329-1339: Elisabetta
- 1339-1342: Giustina Cappello
- 1342-1354: Francesca Morosini
- 1354-1355: Aluycia Gradenigo
- 1355-1356: Marina Cappello
- 1361-1365: Maria Giustinian[9]
- 1365-1367: Caterina Corner
- 1382-1382: Cristina Condulmer
- 1382-1400: Agnese
- 1400-1413: Marina Galina
- 1423-1457: Marina Nani
- 1457-1462: Giovanna Dandolo
- 1462-1471: Cristina Sanudo
- 1471-1472: Aliodea Morosini
- 1473-1474: Contarina Contarini Morosini
- 1474-1476: Laura Zorzi
- 1476-1478: Regina Gradenigo
- 1478-1485: Taddea Michiel
- 1485-1486: Lucia Ruzzini
- 1486-1501: Elisabetta Soranzo
- 1501-1521: Giustina Giustiniani
- 1521-1523: Caterina Loredan
- 1523-1538: Benedetta Vendramin
- 1538-1545: Maria Pasqualigo
- 1545-1553: Alicia Giustiniani
- 1556-1559: Zilia Dandolo
- 1559-1567: Elena Diedo
- 1567-1570: Maria Cappello
- 1570-1577: Loredana Marcello
- 1577-1578: Cecilia Contarini
- 1578-1585: Arcangela Canali
- 1585-1595: Laura Morosini
- 1595-1606: Morosina Morosini
- 1618-1623: Elena Barbarigo
- 1625-1629: Chiara Dolfin
- 1655-1656: Paolina Loredan
- 1656-1656: Andreana Priuli
- 1656-1658: Elisabetta Pisani
- 1658-1659: Lucia Barbarigo
- 1694-1700: Elisabetta Querini
- 1709-1722: Laura Cornaro
- 1735-1741: Elena Badoer
- 1763-1769: Pisana Cornaro
- 1771-1779: Polissena Contarini Da Mula
- 1779-1789: Margherita Dalmet
- 1789-1792: Elisabetta Grimani